# Schwimmernadelventil

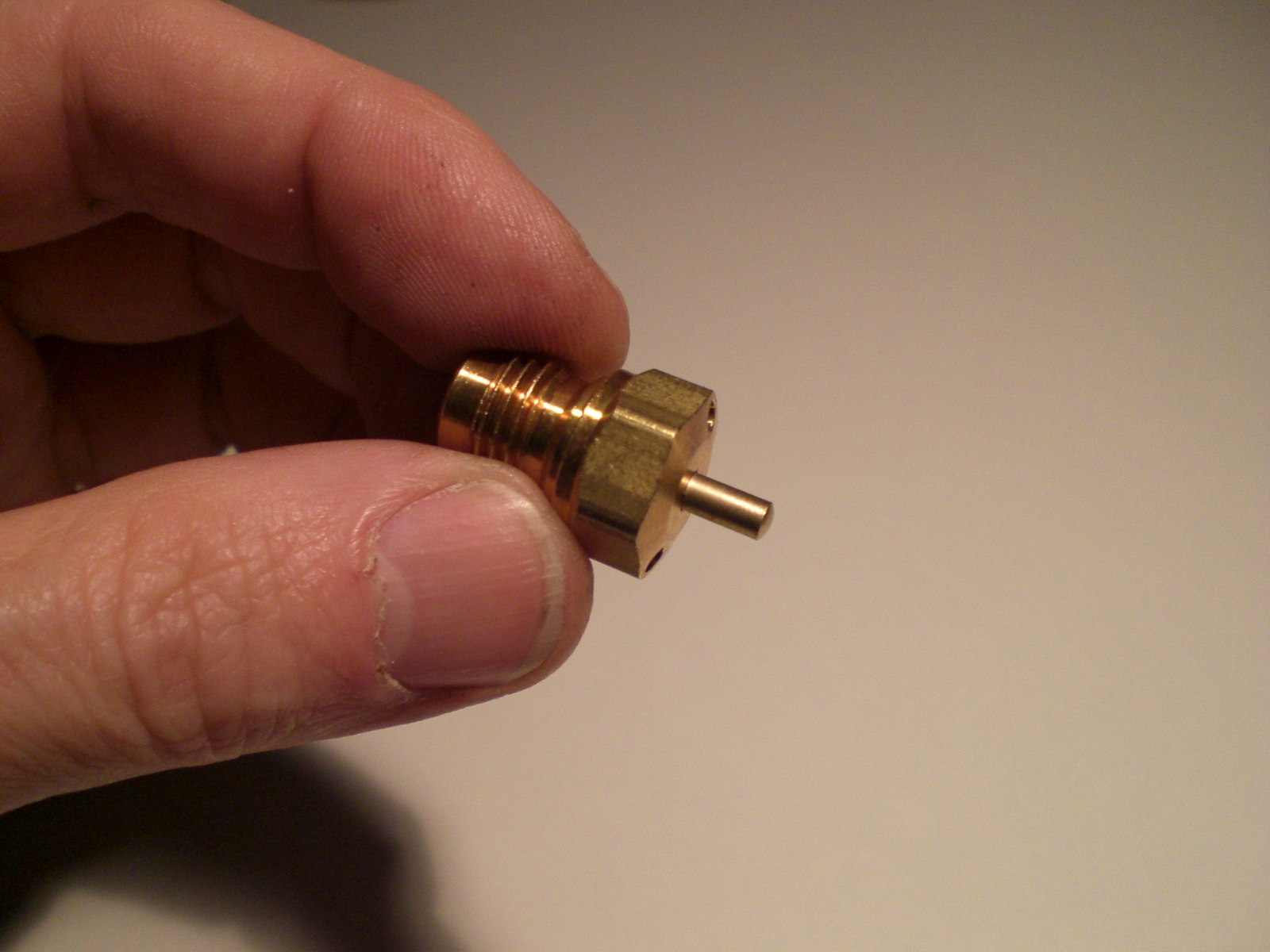
Schwimmernadelventil; rechts der Stift, der vom Schwimmer betätigt wird

Das Schwimmernadelventil ist ein Bauteil von Vergasern in Ottomotoren. Es wird vom Schwimmer des Vergasers betätigt.
Durch das Kraftstoffniveau in der Schwimmerkammer des Vergasers wird die Nadel im Nadelventil angehoben oder aber abgesenkt. Dadurch wird der Nachfluss in die Schwimmerkammer des Vergasers verschlossen oder freigegeben.
Eine Schwachstelle ist, dass beim Verklemmen des Ventils je nach Stellung der Vergaser überlaufen oder von der Kraftstoffzufuhr getrennt werden kann.
Zudem kann eine schwankende Niveauhöhe des Kraftstoffs vor dem Vergaser die Gemischzusammensetzung beeinflussen, da der statische Druck zwischen den Niveaus unterschiedlich ist, fließt mehr oder weniger Kraftstoff durch die Hauptdüse des Vergasers.